# Леонид Слуцки
Леонид Слуцки е руски футболен треньор. Най-известен като треньор на ЦСКА Москва.

## Кариера

### Кариера като футболист
Като футболист Слуцки е играл като вратар. Той има 13 мача за аматьорския тим Звезда Годорище. Прекратява кариерата си поради тежка контузия.

### Треньорска кариера
През 2000 Леонид е начело на Олимпия Волгоград. На 11 юли 2000 е отстранен до края на сезона заради удар по съдията. След като напуска Олимпия през февруари 2001, работи в дублиращия отбор на Уралан Елиста, а по-късно поема и мъжкият, но отборът е разформирован след края на сезона. От 2005 до 2007 е треньор на ФК Москва. Той извежда „гражданите“ до 4-то място в РФПЛ. От 2007 до 2009 води Криля Советов Самара. От края на 2009 е треньор на ЦСКА Москва. Откакто води ЦСКА Слуцкий е наричан от медиите „руският Моуриньо“. С „армейците“ той печели два пъти купата на Русия и извежда тима до второ място в шампионата. Предпочитаната от него схема е 4-4-2 с двама опорни полузащитника. През 2012, след много слаби резултати на тима, се очаква, че Слуцки ще бъде уволнен след края на сезона Все пак договорът му е продължен до 2014, след като през сезон 2012/13 „армейците“ са първи на полусезона. Отборът успява да се задържи начело и кръг преди края си осигурява титлата, която е първа в треньорската кариера на Слуцки. Така той става най-младият треньор на ЦСКА, шампион на страната. На 7 август 2015 официално е назначен за старши треньор на националния отбор на Русия, заменяйки уволнения по-рано Фабио Капело.. Под негово ръководство отборът успява да се класира на Евро 2016.
През декември 2016 г. напуска ЦСКА Москва.